# Strépy-Bracquegnies
Strépy-Bracquegnies (en wallon Sterpi-Bracgnere) est une section de la ville belge de La Louvière située en  Wallonie dans la province de Hainaut. C'était une commune à part entière avant la fusion des communes de 1977.
La localité est notamment connue pour l'ascenseur de Strépy-Thieu auquel elle a donné son nom.

## Toponymie
Strépy est attesté sous la forme latinisée Stirpei en 1127, de Stirpeio en 1157, Estrepiacum en 1159, Stirpi en 1188.
Il s'agit du radical latin stirp(u)s « souche », suivi du suffixe (-i)-acum d'origine gauloise, marquant la localisation ou la propriété. Stirps a pu être utilisé comme nom de personne, d'où le sens global de « propriété de Stirpus » ou encore comme nom commun, d'où le sens global de « terrain, endroit (plein de) des souches ».
En Belgique et dans le nord de la france, le suffixe -(i)acum a donné la termainaison -ei au Moyen Âge, pour évoluer finalement en -y. le passage de Sterpi à Strepi résulte de la métathèse du [r], fréquemment observée en langue d’oïl.
Bracquegnies remonte à un type *BRAKKINIACAS, le premier élément est un nom de personne d'origine germanique Brakko, associé au néo-suffixe *-INIACAS, issu de -IACAS, ou plus simplement du nom de personne Brakkinus + *-IACAS, basé sur un dérivé du même nom germanique Brakko, *-IACAS est une forme à l'accusatif pluriel du suffixe -acum, caractéristique de la Belgique, de la Picardie et du nord de la Normandie. Il a très généralement donné la finale -ies. On retrouve le même anthroponyme Brakko dans les Brecquigny et Bracquemont du nord de la France.
La localité a tout d’abord été appelée Strépy et que ce n’est qu’à la fin du XVIIIe siècle que la dénomination Bracquegnies est venue s’adjoindre à ce premier nom.

## Géographie

### Morphologie urbaine

#### Quartiers
- Strépy.
- L'Avaleresse.
- Coron Sainte-Anne.
- Pont Cassé.
- Mongaveau.
- La Mécanique.
- Coron d'En Haut.
- Plat Marais.
- Val Saint-Pierre.
- Le Kéniau.
- Clos Corbeau
- Bracquegnies.

#### Cités et résidences
- Cité de la Renaissance.
- Cité Partagés.
- Cité du Grand Midi.
- Cité Mal d'Accord.
- Cité des Pavillons.
- Cité du Limbourg.
- Résidence de la Clé des Champs.
- Résidence du Haut-Lieu.

## Évolution démographique
- Sources : INS, Rem. : 1831 jusqu'en 1970 = recensements, 1976 = nombre d'habitants au 31 décembre.

## Histoire

### Origines

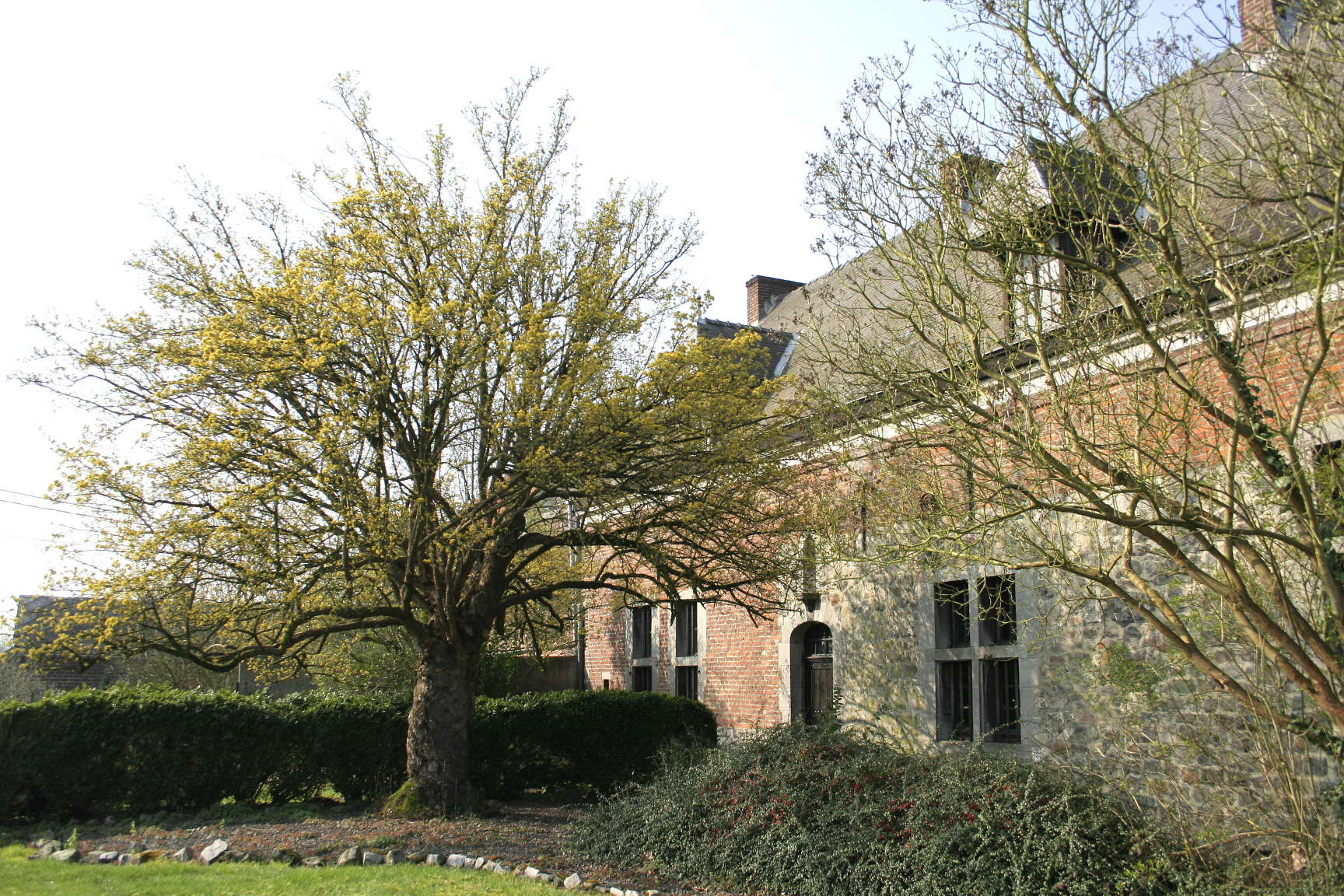
Le lieu natal de saint Vincent.

Strépy-Bracquegnies est un village dont  l’origine remonte au paléolithique. La découverte d'artefacts en silex en surface atteste d'occupations remontant au Néolithique. Par contre, l'existence de mines de silex néolithiques n'y est absolument pas prouvée. En effet, le squelette de mineur accidenté néolithique qui aurait été découvert dans la carrière Roland en 1905 est en fait un faux. La datation de celui-ci (OxA-3195 : 1500+/-70 soit 415-655 de notre ère) montre que ce squelette est mérovingien. Une villa romaine du IIe siècle a également été mise à jour ainsi que sa nécropole. Mais la plus intéressante découverte est sûrement celle d’un cimetière mérovingien de 120 tombes. Ces nombreuses découvertes  attestent la présence continue de peuplades sur le sol de Strépy.
Dans une ferme fortifiée ayant occupé le site de la villa romaine précitée, Strépy voit naître Vincent Madelgaire. Celui-ci va fonder la famille la plus connue du Hainaut en épousant Waudru. En effet, après avoir élevé leurs enfants, ils vont se tourner vers une vie religieuse, fonder respectivement les villes de Soignies et de Mons, être canonisés et devenir les Saints protecteurs de ces deux villes.
Au cours du Moyen Âge, le village fut tout d’abord un fief lige de Belœil et donc possession du Comte de Namur au point de vue féodal mais en fait il dépendait de la souveraineté du Comté de Hainaut.
Acheté (début XIIe siècle – fin XIIIe siècle) par une famille qui plus tard en prit le nom, Strépy passa en fief aux familles Condé, Boulenghien (vers 1362), de Ligne (fin XVe siècle), Ruffaut, de le Croix, du Chastel pour finalement échoir aux Rodoan qui conservèrent ses terres jusqu’à la fin de l’ancien régime.
En plus de la seigneurie principale, il existait quatre autres seigneuries : la seigneurie de Sotteville (réunie à Strépy en 1635) et trois seigneuries foncières détenues par des abbayes d’Aywière en Brabant, d’Hautmont (France) et enfin de Saint-Feuillien au Rœulx.
Après 1789, Strépy va se développer et englober la hameau de Braquegnies. C’est alors que cette commune va entrer dans une ère de grande prospérité grâce à l’exploitation des richesses de son sous-sol.

### Époque moderne
Lors de la fusion des communes de 1977, Strépy est regroupé avec Boussoit, Haine-Saint-Paul, Haine-Saint-Pierre, Houdeng-Aimeries, Houdeng-Gœgnies, La Louvière, Maurage, Saint-Vaast, Trivières, Besonrieux pour former la ville de La Louvière.
Le 20 mars 2022, un accident a eu lieu lors du ramassage des Gilles pour le carnaval local. Celui-ci fit 7 morts et 38 blessés.

## Liste des bourgmestres de 1830 à 1977
- Emile Duret, de 1931 à 1965, (POB-PSB).

## Patrimoine et culture

### Patrimoine architectural
- Eglise Saint-Martin. Construite au XIe siècle et au XVIIIe siècle[6].
- Eglise Saint-Joseph. Construite en 1869 en style néo-gothique selon les plans de l'architecte Joseph Hubert[7].
- L'ascenseur funiculaire de Strépy-Thieu, inauguré en 2002.

## Galerie

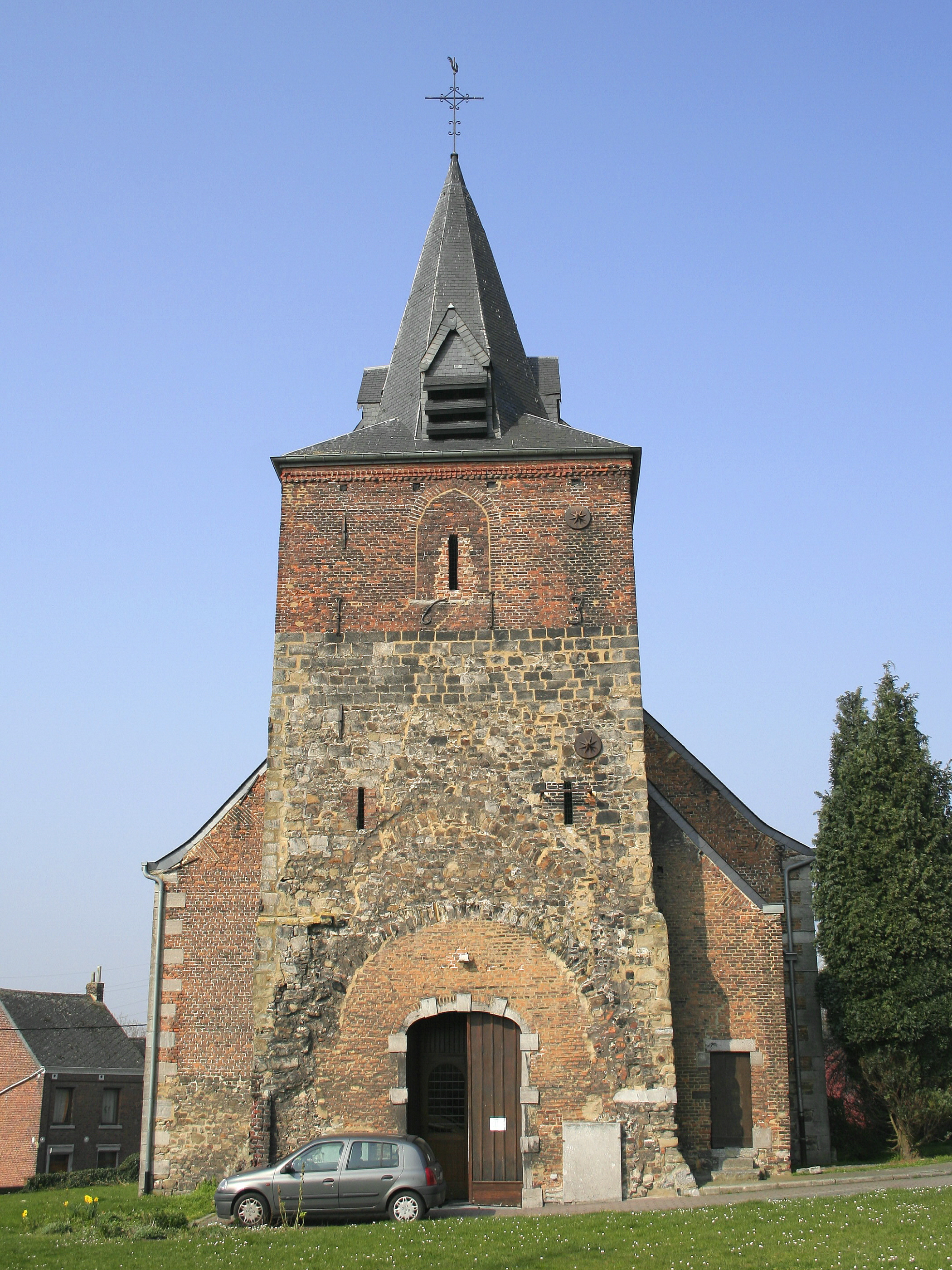
L’église Saint-Martin (1769).
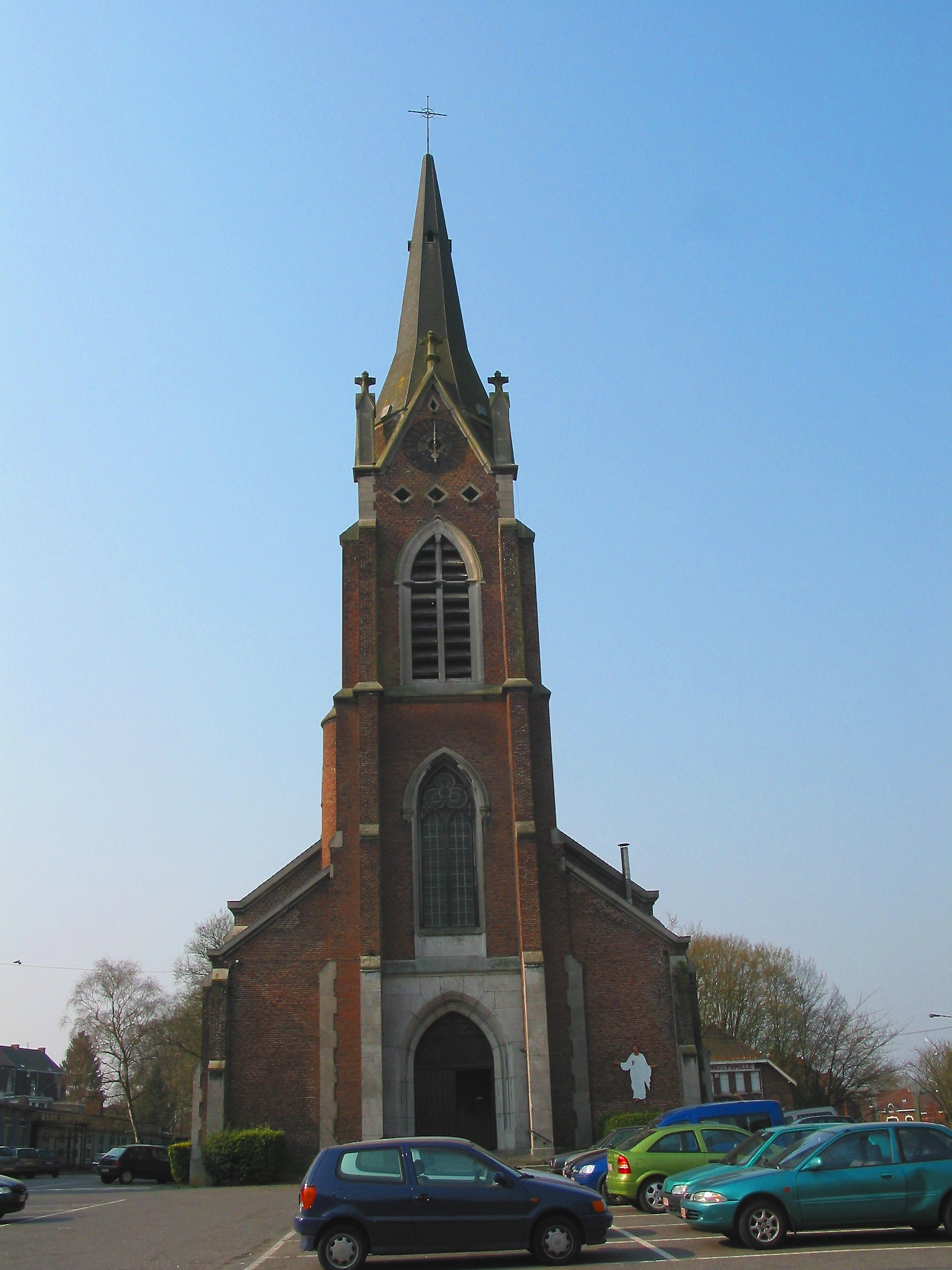
L'église Saint-Joseph (1869).
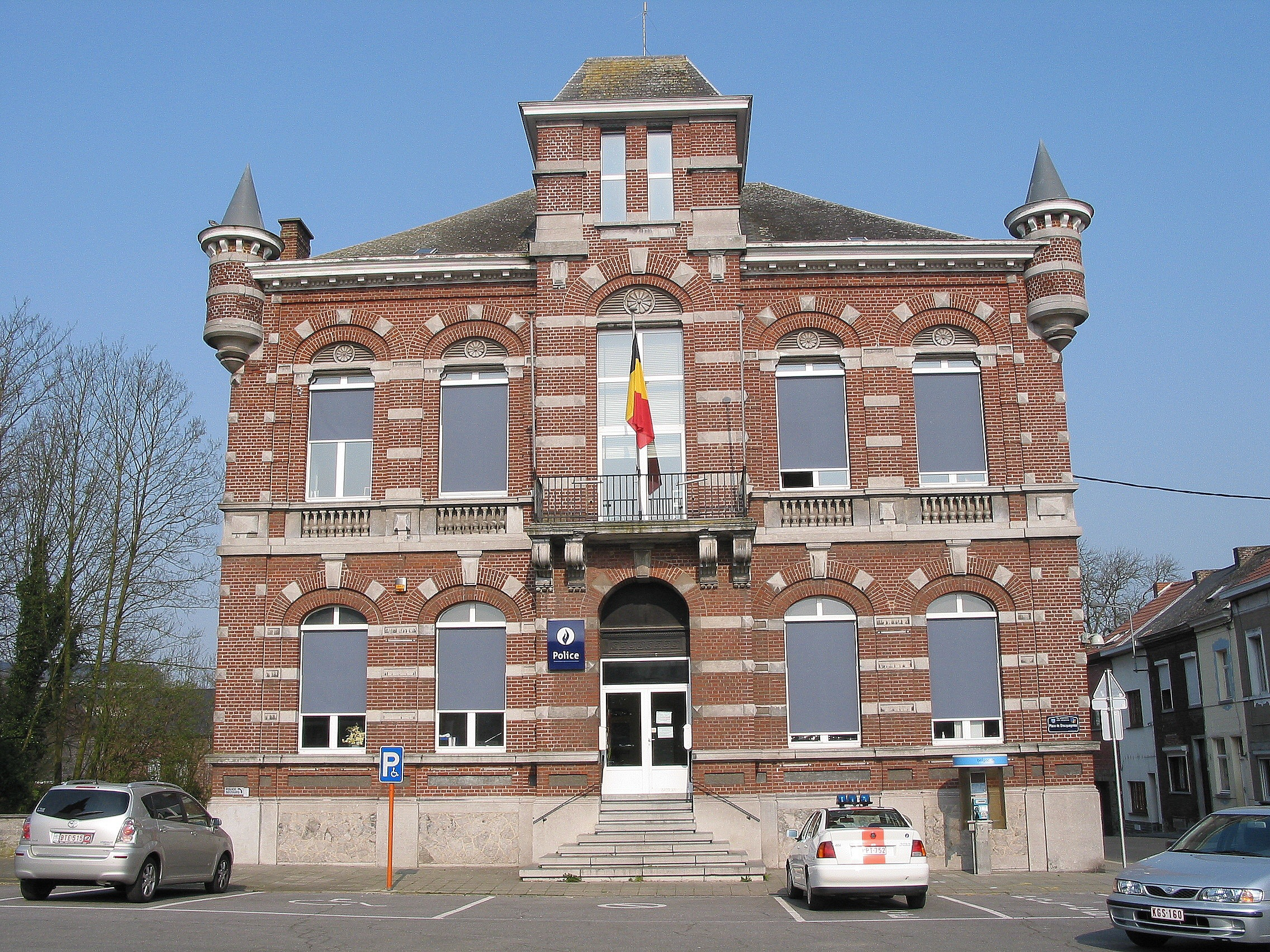
L'ancienne maison communale.
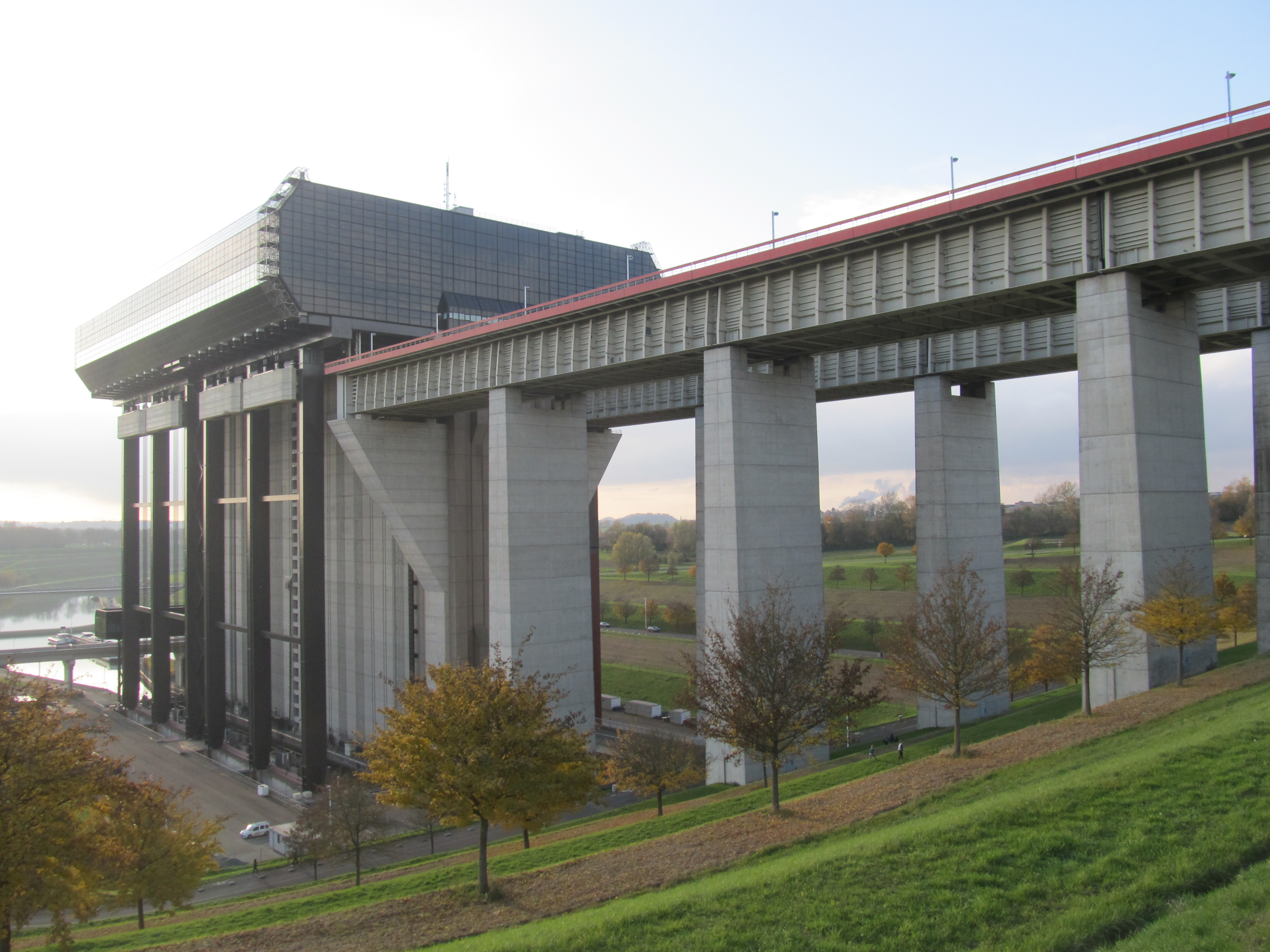
L’ascenseur funiculaire et son pont-canal.

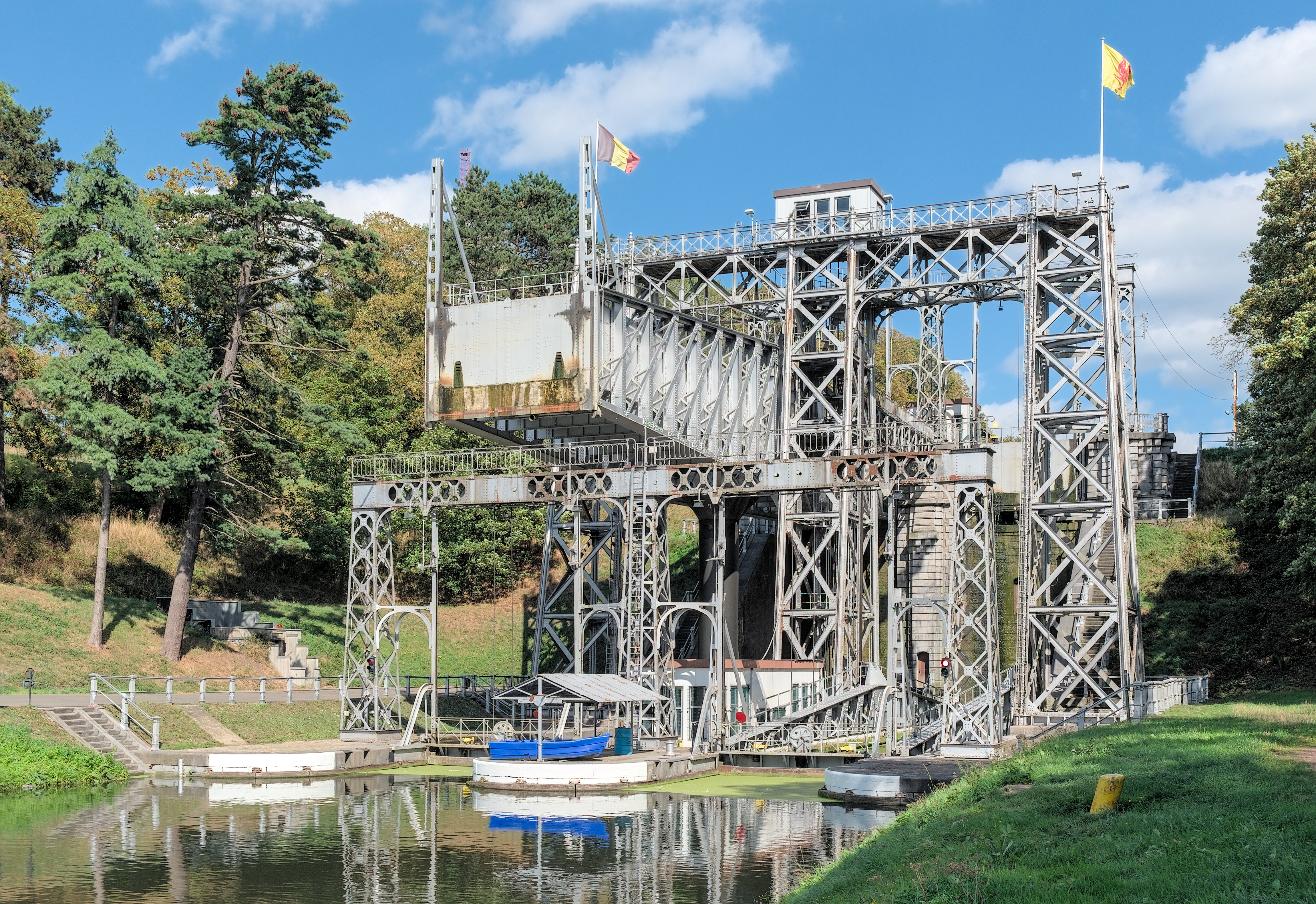
Ascenseur hydraulique n° 3.
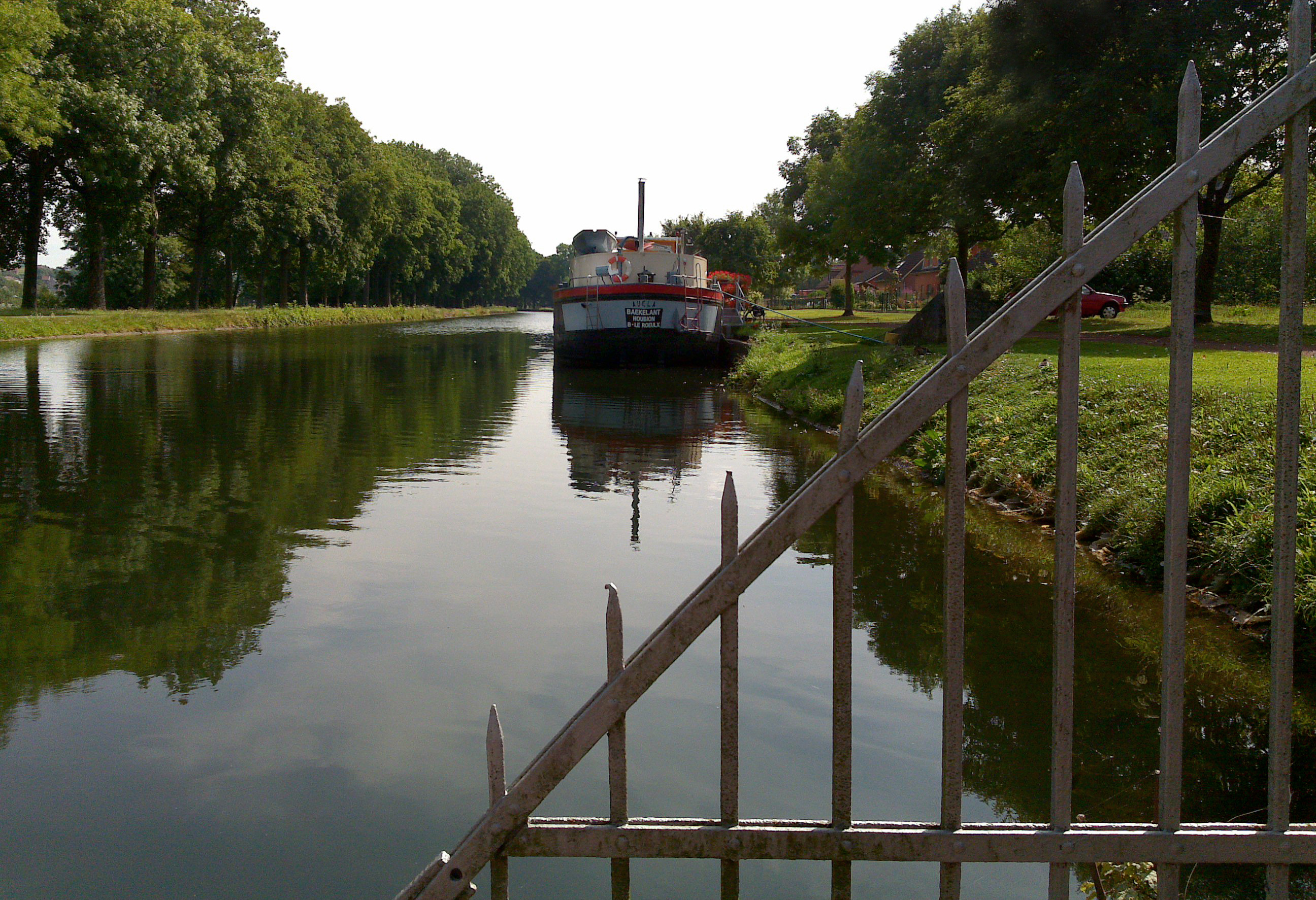
Le canal à Strépy.
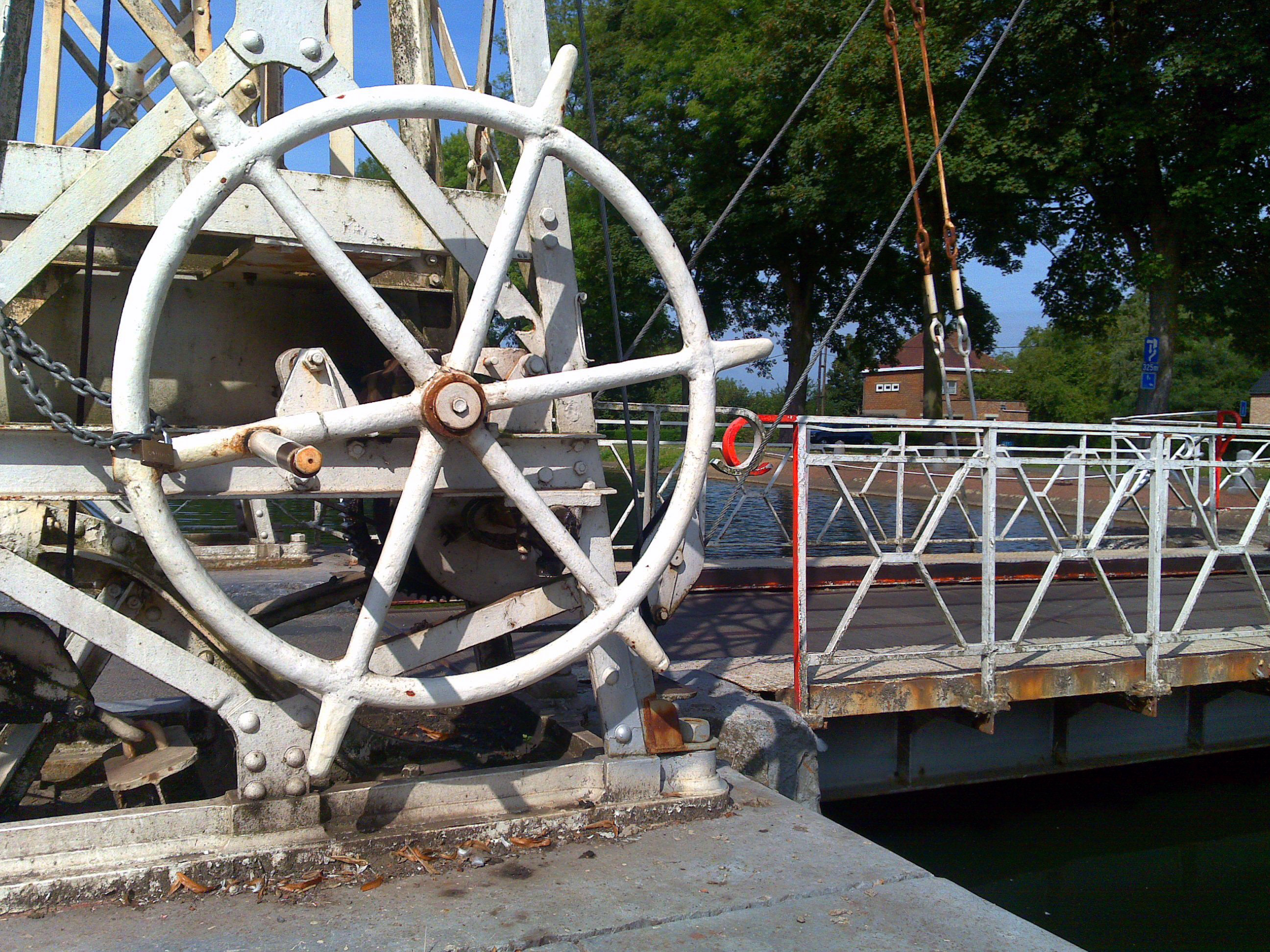
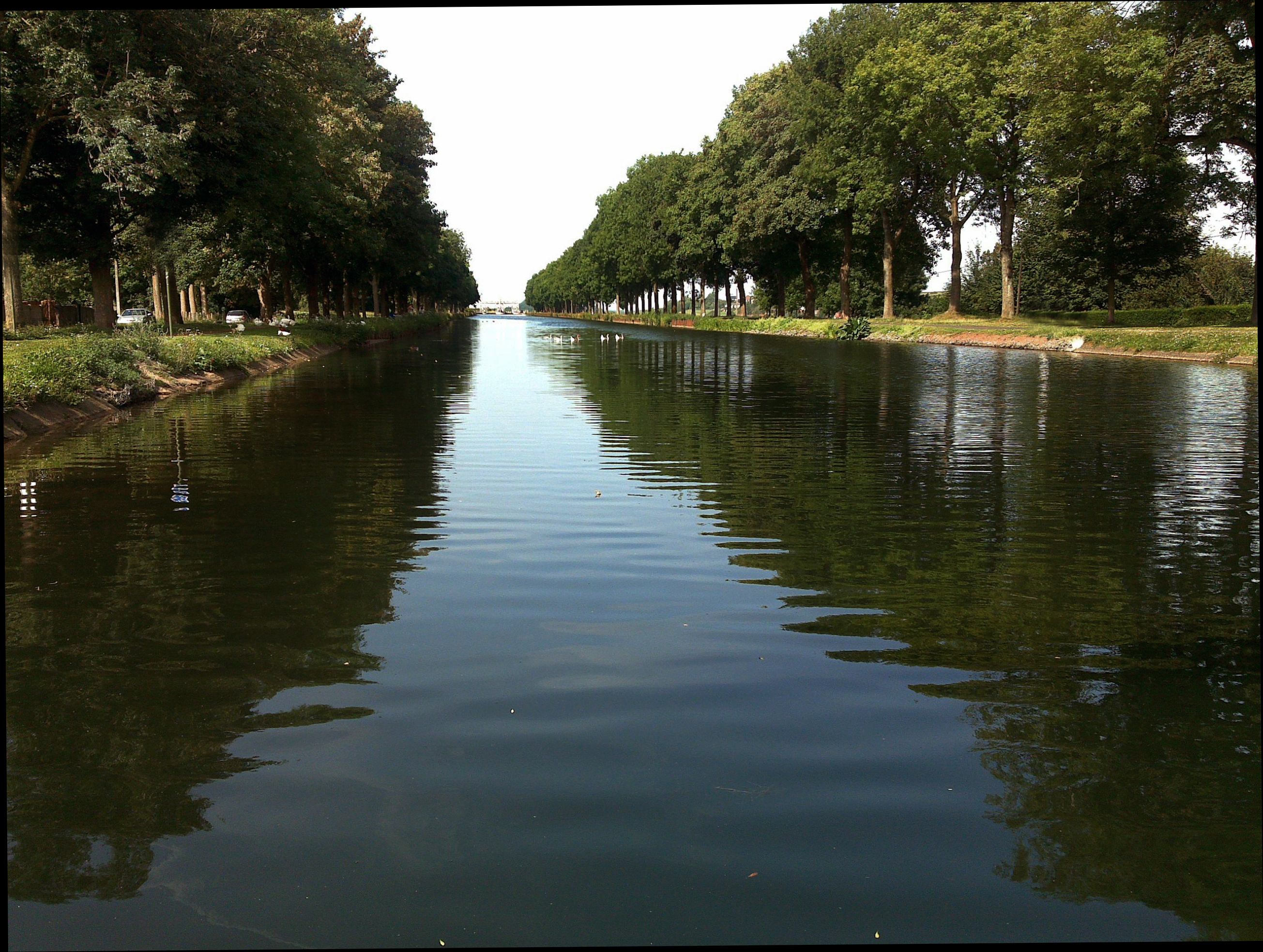
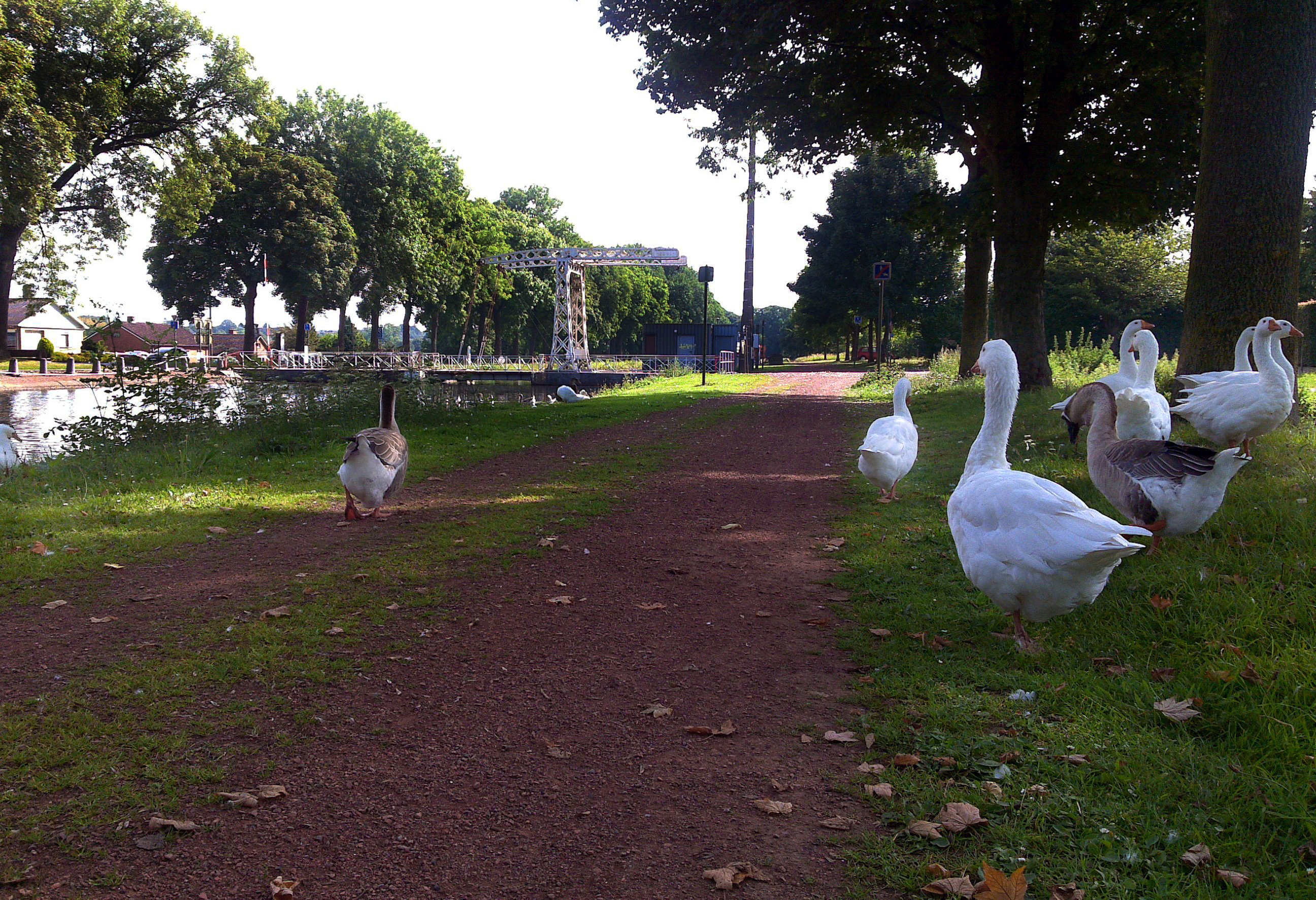

## Économie

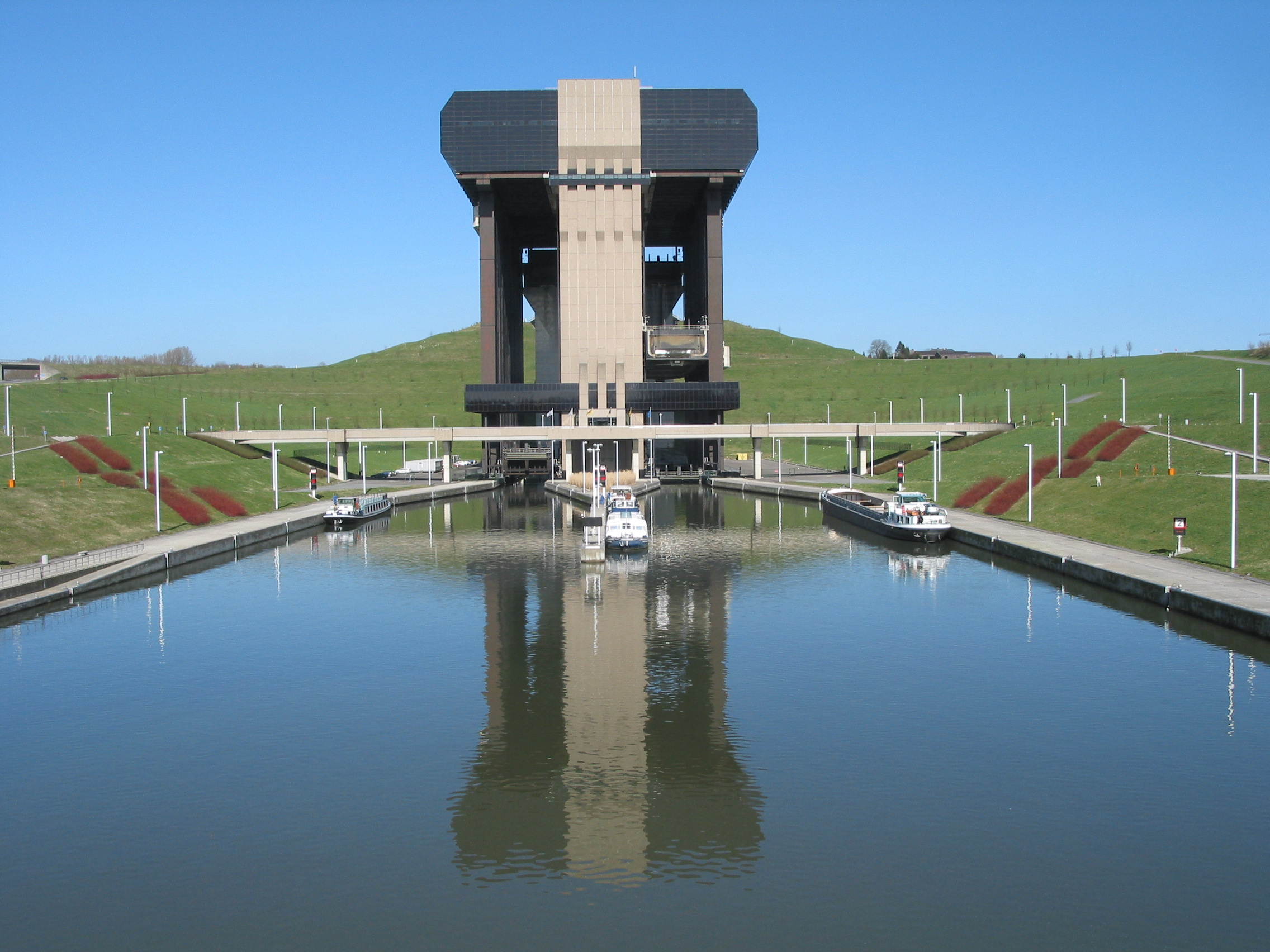
L’ascenseur funiculaire.

Au Moyen Âge, Strépy tirait essentiellement ses richesses de l’agriculture et de l’élevage. Et bien qu’on y ait trouvé et exploité du charbon de terre dès le XIVe siècle ce n’est vraiment qu’à partir de 1715 que cette exploitation de la houille devint organisée.
Au XIXe siècle, le dynamisme insufflé par les bouillonnantes idées des temps modernes et de l’ère industrielle, la présence d’une source d’énergie riche et abondante, déclencheront la création et la construction d’un ensemble industriel qui atteindra un degré de prospérité qui ne prendra fin qu’au moment de la crise du charbon en 1958.
Heureusement de nouvelles entreprises se sont implantées sur son territoire. De plus, une nouvelle forme de tourisme s’y est développé de par la présence du fameux canal du Centre œuvre majeure du patrimoine industriel de la région qui est d’ailleurs inscrite sur la liste du patrimoine mondial de l’Unesco mais aussi de celle du nouvel ascenseur de Strépy-Thieu qui est un fleuron de génie civil.
On peut par conséquent dire que la qualité du savoir-faire et la volonté de créer et de bâtir de grandes œuvres sont bien concrétisées par la présence de ces ouvrages anciens et modernes  se côtoyant sur le territoire de Strépy-Bracquegnies. En effet, ceux-ci de par leur influence sur le tourisme, de par la nécessaire utilisation des nouvelles voies de communications fluviales pour désengorger le trafic routier et surtout de par l’attrait qu’ils pourront jouer sur différents secteurs économiques constituent un réel espoir pour l’avenir de la région.
Il est également à noter que Strépy-Bracquegnies utilise avec succès la recette des zonings industriels qui sont gérés par l'IDEA et qui bénéficient aussi bien des aides importantes actuelles que du fait que la zone est littéralement veinée par les canaux, les rivières et les autoroutes.

## Personnalités liées à la ville
- Louise Brohée (1875-1939), peintre.
- Saint Vincent.
- Alain Ledoux[8] (1952-2008), joueur de tennis de table.